# Porreiras
Porreiras é uma povoação portuguesa do Município de Paredes de Coura que foi sede da extinta Freguesia de Porreiras, freguesia que tinha 7,52 km² de área e 95 habitantes (2011) e, por isso, uma densidade populacional de 12,6 h/km².
A Freguesia de Porreiras foi extinta (agregada) pela reorganização administrativa de 2012/2013, tendo o seu território sido agregado ao da Freguesia de Insalde para criara a União das Freguesias de Insalde e Porreiras.

## População
| População da freguesia de Porreiras | População da freguesia de Porreiras | População da freguesia de Porreiras | População da freguesia de Porreiras | População da freguesia de Porreiras | População da freguesia de Porreiras | População da freguesia de Porreiras | População da freguesia de Porreiras | População da freguesia de Porreiras | População da freguesia de Porreiras | População da freguesia de Porreiras | População da freguesia de Porreiras | População da freguesia de Porreiras | População da freguesia de Porreiras | População da freguesia de Porreiras |
| ----------------------------------- | ----------------------------------- | ----------------------------------- | ----------------------------------- | ----------------------------------- | ----------------------------------- | ----------------------------------- | ----------------------------------- | ----------------------------------- | ----------------------------------- | ----------------------------------- | ----------------------------------- | ----------------------------------- | ----------------------------------- | ----------------------------------- |
| 1864                                | 1878                                | 1890                                | 1900                                | 1911                                | 1920                                | 1930                                | 1940                                | 1950                                | 1960                                | 1970                                | 1981                                | 1991                                | 2001                                | 2011                                |
| 168                                 | 175                                 | 163                                 | 184                                 | 188                                 | 181                                 | 162                                 | 177                                 | 171                                 | 157                                 | 146                                 | 128                                 | 107                                 | 96                                  | 95                                  |

| Distribuição da População por Grupos Etários | Distribuição da População por Grupos Etários | Distribuição da População por Grupos Etários | Distribuição da População por Grupos Etários | Distribuição da População por Grupos Etários | Distribuição da População por Grupos Etários | Distribuição da População por Grupos Etários | Distribuição da População por Grupos Etários | Distribuição da População por Grupos Etários | Distribuição da População por Grupos Etários |
| -------------------------------------------- | -------------------------------------------- | -------------------------------------------- | -------------------------------------------- | -------------------------------------------- | -------------------------------------------- | -------------------------------------------- | -------------------------------------------- | -------------------------------------------- | -------------------------------------------- |
| Ano                                          | 0-14 Anos                                    | 15-24 Anos                                   | 25-64 Anos                                   | > 65 Anos                                    |                                              | 0-14 Anos                                    | 15-24 Anos                                   | 25-64 Anos                                   | > 65 Anos                                    |
| 2001                                         | 10                                           | 12                                           | 51                                           | 23                                           |                                              | 10,4%                                        | 12,5%                                        | 53,1%                                        | 24,0%                                        |
| 2011                                         | 7                                            | 8                                            | 47                                           | 33                                           |                                              | 7,4%                                         | 8,4%                                         | 49,5%                                        | 34,7%                                        |